# بیلویل (کالیفرنیا)
بیلویل (به انگلیسی: Bealville) یک منطقهٔ مسکونی در ایالات متحده آمریکا است که در شهرستان کرن، کالیفرنیا واقع شده‌است. بیلویل ۵۵۲ متر بالاتر از سطح دریا واقع شده‌است.